# Karmazsintölgy
A karmazsintölgy (Quercus coccifera) a bükkfafélék családjába tartozó, mediterrán elterjedésű fafaj. Élősködője a karmazsintetű, amelyből élénkvörös festéket készítettek.

## Elterjedése és termőhelye
Mediterrán faj, a Földközi-tenger medencéjében és a környező régiókban (Portugália, Kis-Ázsia, Észak-Afrika) honos.
A sziklás, köves talajokon növő mediterrán bozótosok, a macchia egyik alkotónövénye. A karmazsintölgy inkább a meszes talajt és a tengertől távolabb fekvő régiókat preferálja. Igen lassan növő faj. Közepesen fagytűrő, a −15 °C-ot is elviseli.

## Megjelenése
A karmazsintölgy 0,5–5 m magas, örökzöld, tömött lombozatú bokor vagy alacsony fa. Ritkán a 10 méteres magasságot is eléri. Fiatal hajtásai sárgásbarnák, szőrösek, később szürkésbarnák lesznek. Kérge tompaszürke. Rügyei 3 mm-esek, kihegyesedő oválisak, mogyoróbarna színűek. Levelei kicsik, 1–4 cm hosszúak és 0,7–2 cm szélesek. Alapjuk szív alakú vagy lekerekített, vastag, bőrszerű textúrájúak. Szélük kissé hullámos, a hullámok csúcsán tüskék ülnek, mindkét oldalon 5-8 darab. A levél mindkét oldala zöld, fonákja kicsit tompább színű, esetleg hamvasabbnak tűnő. A levélnyél szőrtelen, kb. 3 mm hosszú.
Nyár elején virágzik. Virágai vagy csak termősek vagy csak porzósak, de egy növényen mindkettő megtalálható. Porzós virágai 3–5 cm hosszú lecsüngő barkák. Szélbeporzású.
Termése 2 cm hosszú, 1,5 cm széles makk, amelynek egyharmadát a tüskés kupacs takarja. A makk a beporzást követően másfél-két év alatt érik be teljesen.

## Jelentősége
A tölgyön élő, Kermes nemzetségbe tartozó karmazsintetűből korábban élénkvörös festékanyagot állítottak elő. A többi tölgyhöz hasonlóan a karmazsintölgy makkja is ehető, ha megőrlik és alaposan kiáztatják belőle a tannint. A leveleken növő gubacsokat a hagyományos gyógyászatban érösszehúzó, vérzéselállító hatásuk miatt sebek, vérhas vagy hasmenés kezelésére használták.
Száraz leveleit a talajon szétterítve elriasztja a meztelencsigákat és hernyókat, a friss levelek azonban gátolhatják a növények növekedését. A kérgét és a gubacsokat tannintartalmuk miatt bőrcserzésre és fekete festék előállítására használták. 

## Képek

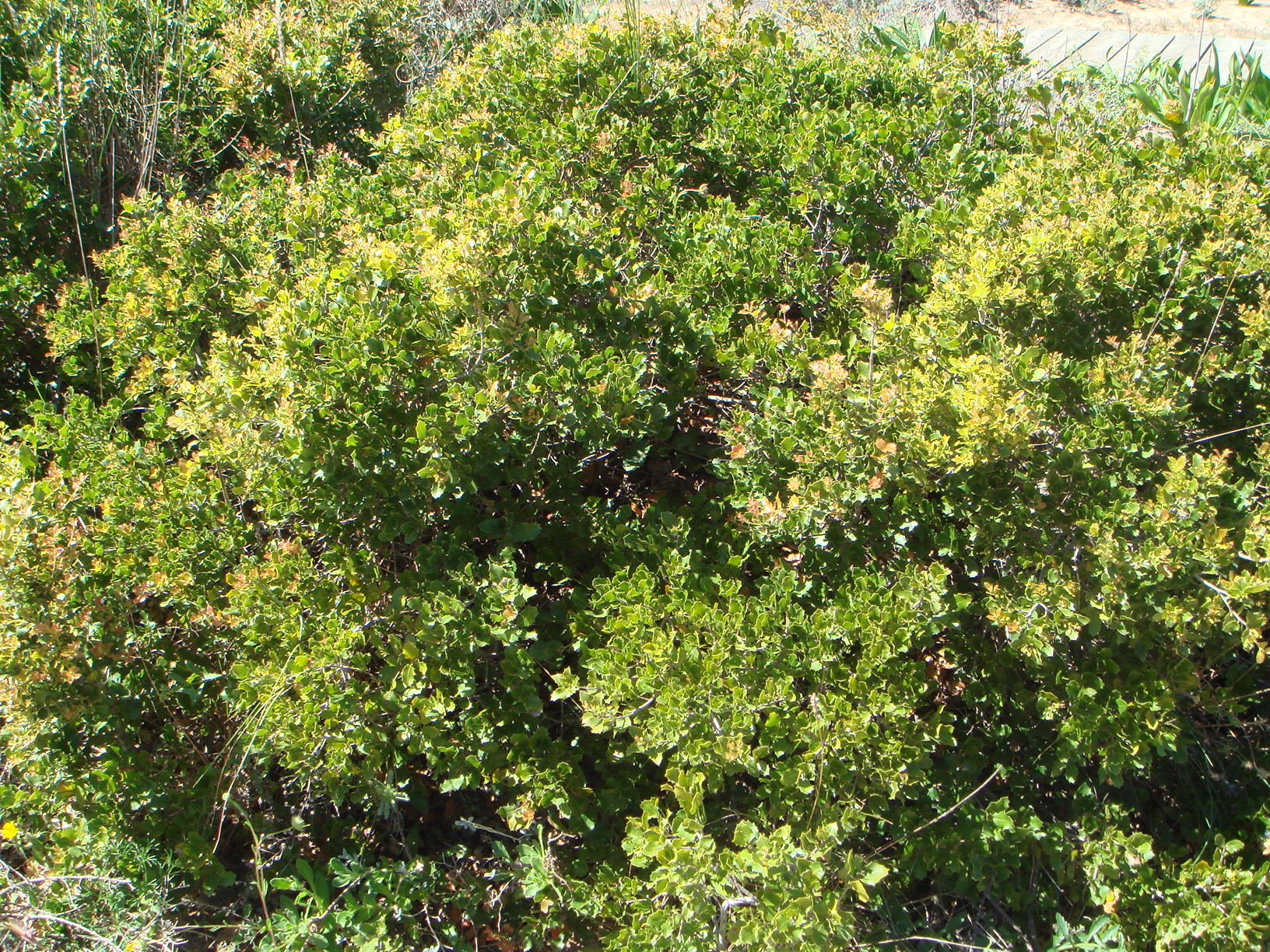
A karmazsintölgy lombozata
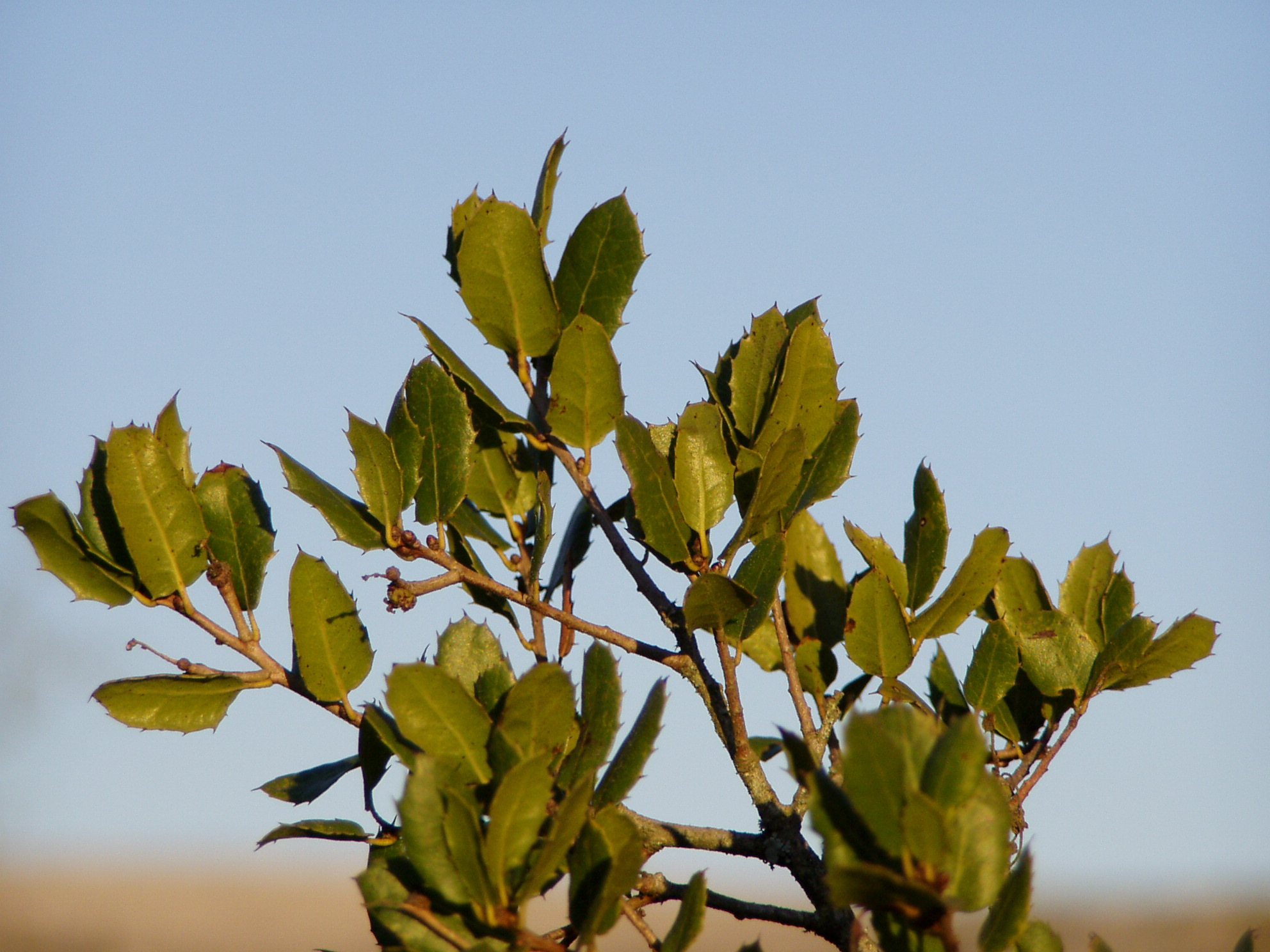
Levelei
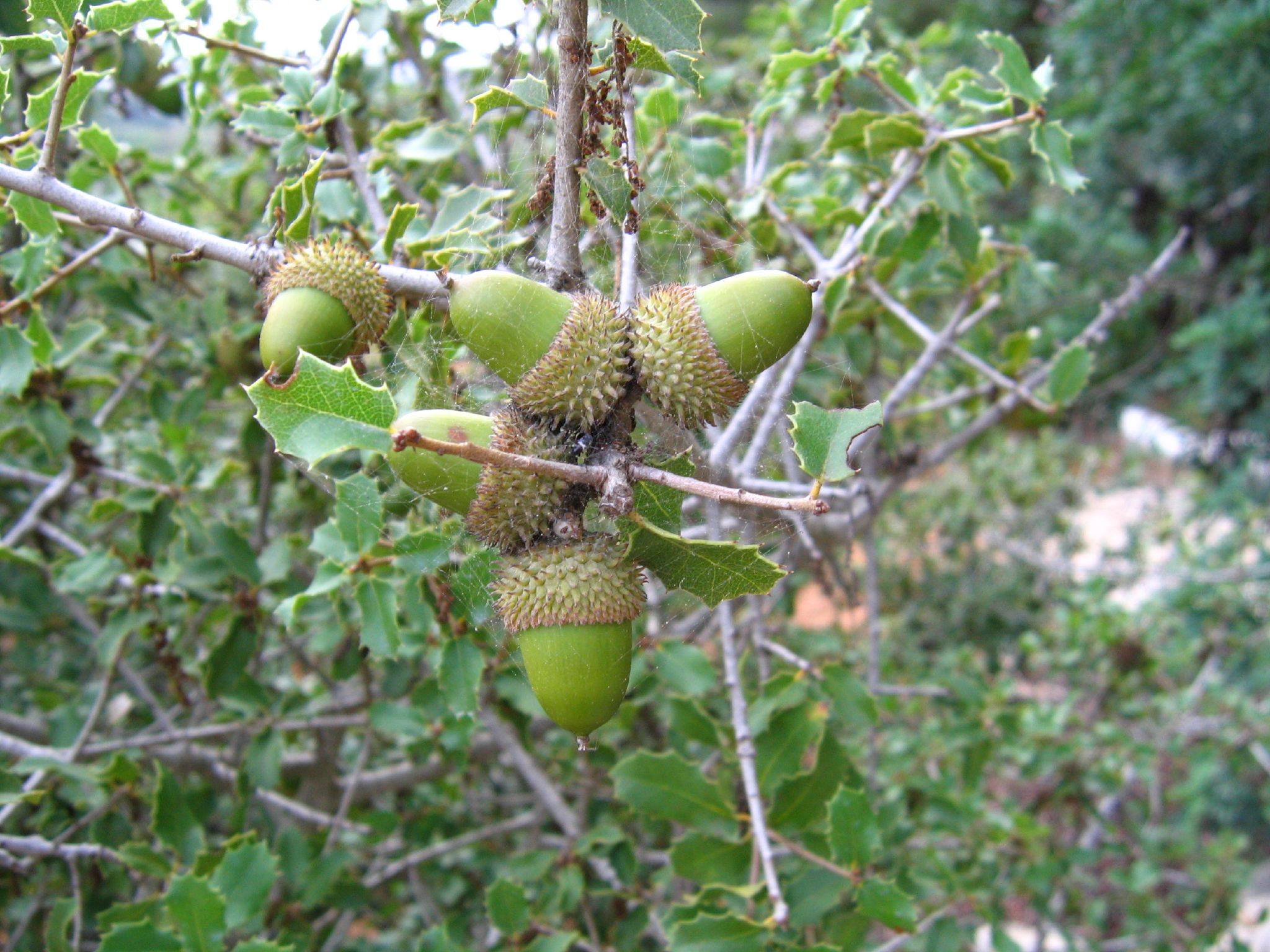
Éretlen...
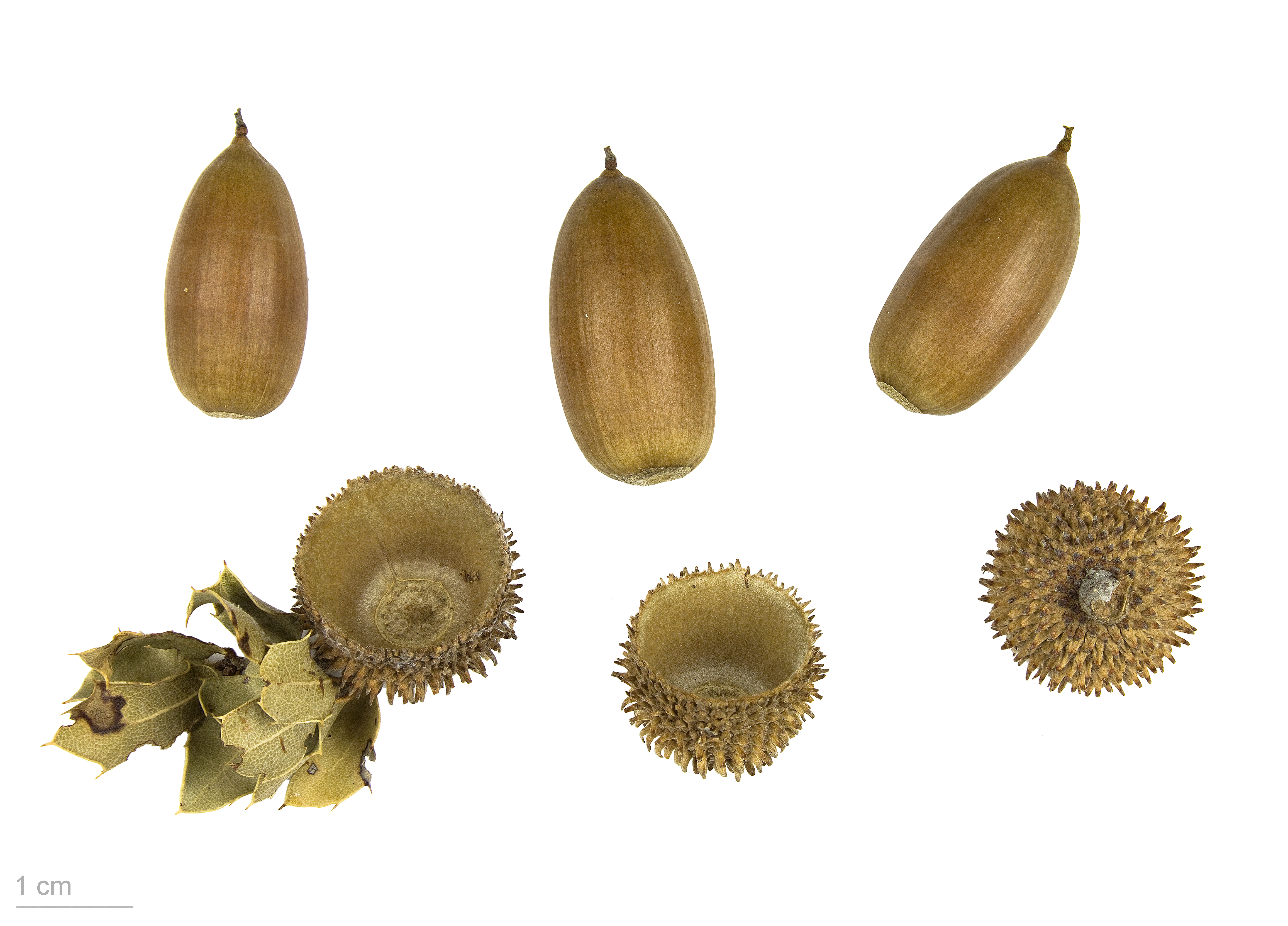
... és érett makkja